# Pyramid Peak (Nevada)
Pyramid Peak je hora ve White Pine County, na východě Nevady. 
Nachází se ve středo-jižní části pohoří Snake Range, na západě Národního parku Great Basin. Pyramid Peak je s nadmořskou výškou 3 635 metrů čtvrtým nejvyšším vrcholem Snake Range a sedmým nejvyšším v Nevadě. Leží 4,5 kilometru od hory Wheeler Peak (3 982 m), nejvyššího vrcholu Snake Range, Národního parku Great Basin a druhé nejvyšší hory Nevady.